# Craig Buck
Craig Werner Buck (Los Angeles, 24 de agosto de 1958) é um ex-jogador de voleibol dos Estados Unidos que competiu nos Jogos Olímpicos de 1984 e 1988.
Em 1984, ele fez parte do time americano que conquistou a medalha de ouro no torneio olímpico, no qual atuou em cinco partidas. Quatro anos depois, ele ganhou a segunda medalha de ouro com a equipe americana na competição olímpica de 1988, participando de seis jogos. Em 1998, Buck foi introduzido no Volleyball Hall of Fame em Holyoke, Massachusetts.